# Айгеван
Айгеван (кол.Дзержинський) — село в марзі Армавір, на заході Вірменії. До 22 жовтня 1939 відоме як Совхоз №6, з 22.10.1939 називалося робітничим селищем імені Сталіна. Потім село було назване на честь більшовика Фелікса Дзержинського. 15 січня 2005 року перейменоване в село Айгеван. Село розташоване за 6 км на південний захід від міста Армавір, за 3 км на захід від села Октембер та за 2 км на північний схід від села Ленухі.